# Amperwerke Elektrizitäts-AG
Die Amperwerke Elektrizitäts-AG war ein in München ansässiges börsennotiertes Unternehmen der Energieversorgung.

## Geschichte

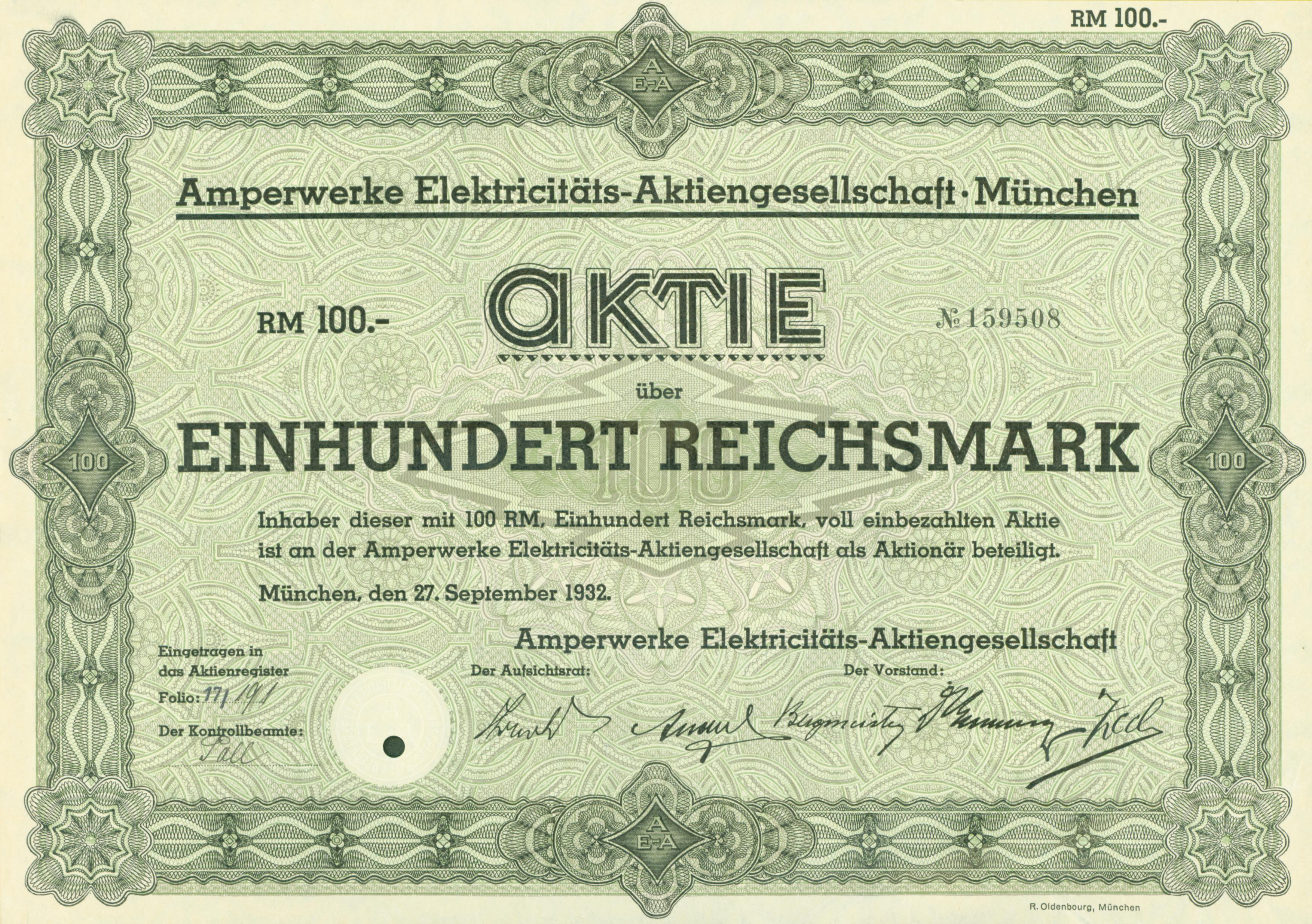
Aktie über 100 RM der Amperwerke Elektricitäts-AG vom 27. September 1932

Das Unternehmen wurde am 2. Juli 1908 gegründet. Die Gründung wurde durch die Gesellschaft für elektrische Unternehmungen (Gesfürel) finanziert, die auch Mehrheitsaktionärin der Amperwerke Elektrizitäts-AG war. Die Gesfürel wurde ihrerseits 1942/1943 mit der AEG verschmolzen. Die AEG verkaufte 1952 ihre Aktienmehrheit an das Bankhaus Merck Finck & Co.
1932 wurde die Amperwerke Elektrizitäts-AG durch die Übernahme der Oberbayerischen Überlandzentrale (OBÜZ) zum größten oberbayerischen Energieversorgungsunternehmen.
1955 fusionierte die Amperwerke Elektrizitäts-AG mit der Isarwerke AG zur Isar-Amperwerke AG.